# Bacchetta del principe

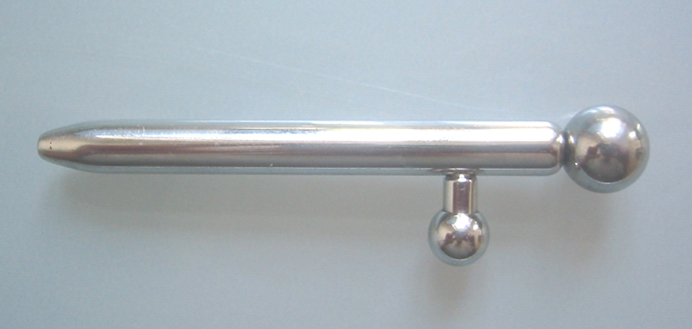
bacchetta del principe

La bacchetta del principe è un gioiello per piercing. È costituito da un tubo cavo con un tappo filettato all'estremità. Il tubo viene inserito nell'uretra e uno stelo viene inserito attraverso un piercing Prince Albert e in un altro foro filettato sul lato del tubo. La forma generale è simile a un manganello della polizia. Il piccolo stelo laterale tiene fermo il tubo. Il cappuccio filettato, spesso solo una palla, può essere rimosso in modo che chi lo indossa possa urinare attraverso il tubo cavo senza dover rimuovere il Prince Albert.
La maggior parte delle bacchette del principe è tenuta in posizione da un piercing Prince Albert ma è possibile utilizzare qualsiasi piercing uretrale e alcune bacchette non richiedono piercing. 
Le bacchette del principe sono piuttosto rare, costose da acquistare e relativamente difficili da produrre o procurare. Sono più popolari tra gli uomini che amano il gioco uretrale. Le bacchette del principe richiedono misurazioni di precisione del pene e dell'uretra sia flaccidi che eretti, oltre al piercing originale Prince Albert.

## Tipologie
Ci sono tre tipi fondamentali di bacchetta del principe. Il tipo più comune o standard è il "bastone da poliziotto" di base. Le bacchette ad anello hanno uno o più anelli esterni che sono attaccati al tallone sul gambo esterno della bacchetta che passa attraverso il piercing PA e circondano il pene. Infine, le bacchette senza puntale non richiedono un piercing PA da indossare, in quanto non hanno stelo da inserire attraverso un piercing.
Le caratteristiche più rare includono più di uno stelo, ad esempio due opposti per un ampallang o un apadravya o più steli per più di un piercing, e vari attacchi alle perline esterne.